# João Derly
João Derly de Oliveira Nunes Júnior (* 2. července 1981 Porto Alegre, Brazílie) je bývalý reprezentant Brazílie v judu.

## Sportovní kariéra
Kariéru začal v superlehké váze, do které však v seniorském věku s obtížemi hubnul. V roce 2002 si dokonce odpykal 6měsíční trest za užití nedovoleného přípravku na hubnutí. V olympijském roce 2004 prohrál nominaci o start na olympijských hrách v Athénách s Alexandrem Lee a od roku 2005 startoval v pololehké váze. V této váhové kategorii se stal okamžitě jedním z lídrů. Jeho judo bylo odrazem tehdejší doby, zaměřené výhradně na spodek soupeřova těla. Klasické techniky v jeho podaní prakticky nebyly k vidění.
Olympijský rok 2008 jako dvojnásobný mistr nezačal dobře. Formu optimálně nevyladil ani na olympijské hry v Pekingu, kde prohrál ve druhém kole se svým bývalým přítelem a sparringpartnerem Pedrem Diasem z Portugalska – před lety je rozdělila láska k jedné ženě.
Jako vyznavač leggrabingu se nedokázal vypořádat se změnami pravidel v roce 2010, která přímý útok na nohy zakázala a postupně z vrcholového juda odešel.

## Výsledky
| Turnaj                  | 1997            | 1998            | 1999            | 2000            | 2001            | 2002            | 2003            | 2004            | 2005           | 2006           | 2007           | 2008           | 2009           |
| Turnaj                  | 16              | 17              | 18              | 19              | 20              | 21              | 22              | 23              | 24             | 25             | 26             | 27             | 28             |
| Turnaj                  | superlehká váha | superlehká váha | superlehká váha | superlehká váha | superlehká váha | superlehká váha | superlehká váha | superlehká váha | pololehká váha | pololehká váha | pololehká váha | pololehká váha | pololehká váha |
| ----------------------- | --------------- | --------------- | --------------- | --------------- | --------------- | --------------- | --------------- | --------------- | -------------- | -------------- | -------------- | -------------- | -------------- |
| Olympijské hry          |                 |                 |                 | —               |                 |                 |                 | —               |                |                |                | úč.            |                |
| Mistrovství světa       | —               |                 | —               |                 | 7.              |                 | —               |                 | 1.             |                | 1.             |                | —              |
| Panamerické hry         |                 |                 | —               |                 |                 |                 | úč.             |                 |                |                | 1.             |                |                |
| Panamerické mistrovství | 3.              | —               | —               | —               | 3.              | —               | 2.              | —               | 1.             | —              | —              | —              | 1.             |
| MS juniorů              |                 | —               |                 | 1.              |                 |                 |                 |                 |                |                |                |                |                |